# جورج فريدريك ستون
جورج فريدريك ستون (بالإنجليزية: George Frederick Stone)‏ هو سياسي أسترالي، ولد في 1812، وتوفي في 18 أغسطس 1875.